# Fiodor Smolov
Fiodor Mikhaïlovitch Smolov (en russe : Фёдор Михайлович Смолов) est un footballeur international russe né le 9 février 1990 à Saratov. Il évolue au poste d'attaquant.

## Biographie

### Carrière en club

#### Débuts au Dynamo Moscou et prêts divers (2007-2015)

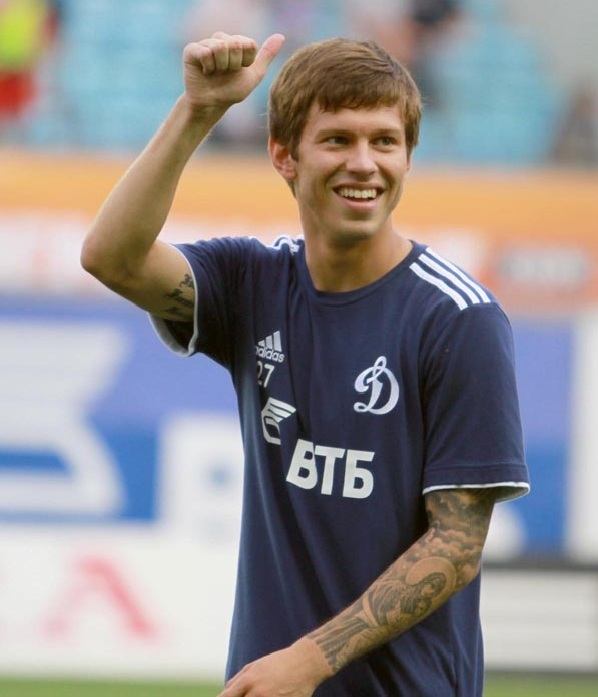
Smolov en 2011.

Né à Saratov, Smolov intègre les équipes de jeunes du club en 1997. Après une tentative de rejoindre le centre de formation du Lokomotiv Moscou en 2004, il rejoint finalement l'école de football du Master-Saturn, filiale du club de première division du Saturn Ramenskoïe, l'année suivante. Il quitte le club en fin d'année 2006 pour s'engager avec le Dynamo Moscou avec qui il signe son premier contrat professionnel à l'âge de 16 ans. Il fait ses débuts avec le club moscovite le 28 avril 2007 à l'occasion d'un match de championnat face au Luch-Energia Vladivostok. Il inscrit son premier but en compétition l'année suivante contre le Krylia Sovetov Samara le 23 septembre 2008. Progressivement intégré dans la rotation de l'équipe, il est repéré par le club néerlandais du Feyenoord Rotterdam qui l'engage en prêt pour la première partie de la saison 2010-2011, disputant onze matchs pour un but inscrit face au Vitesse Arnhem.
De retour au Dynamo, Smolov retrouve sa place dans la rotation de l'équipe pour le début de saison 2011-2012, rentrant souvent en jeu en début de saison avant d'être progressivement laissé sur le banc en deuxième partie de saison. Il est une nouvelle prêté la saison suivante, cette fois à l'Anji Makhatchkala, où il joue vingt-six matchs et inscrit son seul but à l'occasion des qualifications de la Ligue Europa face au Vitesse. De retour à Moscou pour la première moitié de la saison 2013-2014, il joue treize matchs avant d'être prêté une nouvelle fois à l'Anji pour la deuxième partie de saison, où il est titularisé en attaque et inscrit deux buts, ce qui ne suffit pas à empêcher la relégation du club daghestanais à l'issue du championnat. Il connaît un dernier prêt à l'Oural Iekaterinbourg pour toute la saison 2014-2015. Il y réalise des performances convaincantes, inscrivant huit buts en vingt-deux matchs de championnat et lui permettant d'être élu meilleur joueur du club par les supporters pour les mois de septembre 2014 et avril 2015.

#### FK Krasnodar (2015-2018)
En fin de contrat avec le Dynamo Moscou, Smolov s'engage le 2 juin 2015, il s'engage gratuitement avec le FK Krasnodar pour une durée de quatre années. Aligné comme titulaire dans l'attaque krasnodarienne, il y réalise une saison remarquable en championnat où il inscrit vingt buts en vingt-neuf matchs, incluant un quadruplé face à son ancien club de l'Oural Iekaterinbourg le 10 avril 2016, devenant le premier joueur à réaliser une telle performance depuis Vágner Love en 2006, et le premier Russe depuis Anton Khazov en 2001. Il termine ainsi meilleur buteur du championnat pour sa première saison au club, le premier joueur russe à remporter ce titre depuis 2007. Il est par ailleurs élu meilleur joueur de Russie par le journal Sport-Express ainsi que par la fédération russe.
Approché durant l'été 2016 par le club chinois du Shanghai Shenhua, il décide finalement de rester à Krasnodar. Il continue sur sa lancée lors de la saison 2016-2017, inscrivant vingt-cinq buts en trente-et-un matchs toutes compétitions confondues, lui permettant de terminer une nouvelle fois meilleur buteur du championnat ainsi que d'être nommé meilleur joueur russe une deuxième fois d'affilée par Sport-Express ainsi que par le magazine Futbol. Malgré une saison 2017-2018 moins prolifique avec seulement quatorze buts inscrits, Smolov est tout de même élu à nouveau meilleur joueur russe par la fédération à l'issue de la saison.

#### Lokomotiv Moscou et prêt au Celta de Vigo (2018-2021)
Il rejoint le Lokomotiv Moscou au mois d'août 2018, s'engageant pour les quatre prochaines saisons en l'échange d'un montant de 9 millions d'euros. Il y connaît cependant des débuts décevants, n'inscrivant que quatre buts en seize matchs lors de la première partie de la saison. Il est tout de même décisif en Coupe de Russie, inscrivant un but face au FK Rostov en demi-finales avant de disputer la finale en tant que titulaire, la troisième de sa carrière, qui débouche cette fois sur une victoire face à l'Oural Iekaterinbourg et lui permet de décrocher le premier titre collectif de sa carrière.
Démarrant l'exercice 2019-2020 par une victoire en Supercoupe de Russie, au cours de laquelle il est auteur d'un but et d'une passe décisive contre le Zénith Saint-Pétersbourg, il échoue cependant à rester constant durant le reste de la première partie de saison, n'inscrivant que trois buts en championnat et ratant plusieurs rencontres sur blessure. Alors que le championnat russe est en trêve hivernale en début d'année 2020, Smolov quitte finalement la Russie pour la première fois depuis 2010 pour rallier l'Espagne et le club du Celta de Vigo sous la forme d'un prêt pour le reste de la saison. Il joue sous ces couleurs quatorze matchs en championnat pour deux buts marqués contre le Real Madrid et le FC Barcelone, pour à chaque fois des matchs nuls 2-2, mais n'est pas conservé par la suite et fait son retour au Lokomotiv au mois de juillet 2020.

#### Retour au Dynamo Moscou (depuis 2022)
Le 12 janvier 2022, Smolov fait son retour dans son club formateur du Dynamo Moscou.

### Carrière internationale

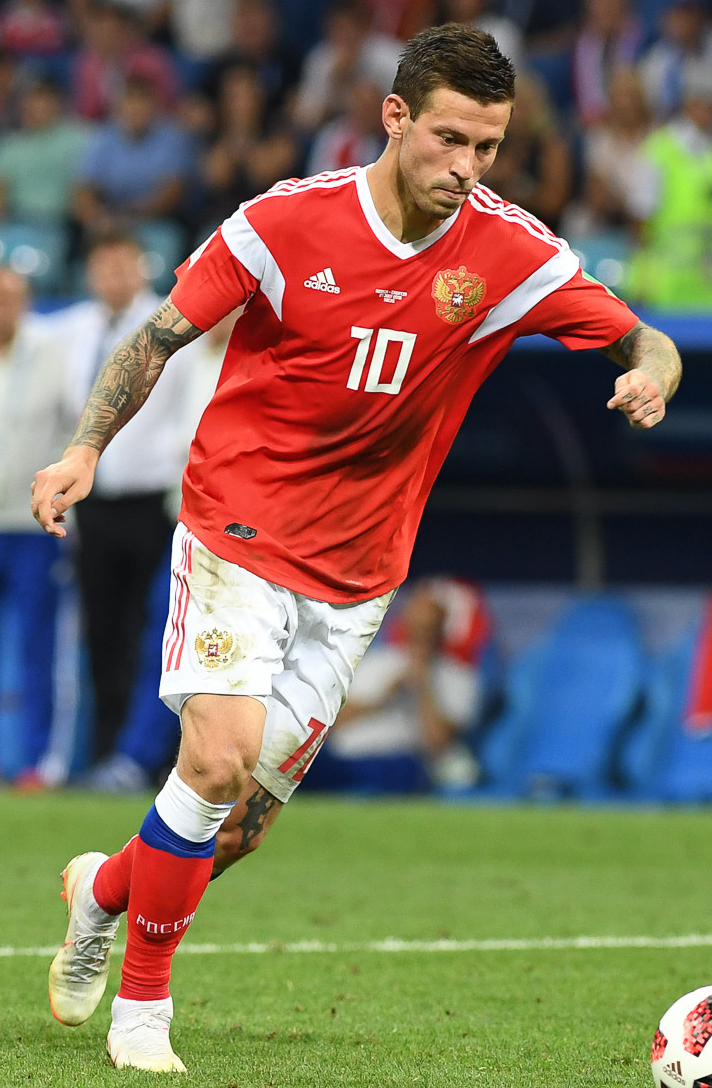
Smolov sous le maillot de la Russie en 2018.

Avec les équipes de jeunes de la Russie, Smolov dispute notamment onze matchs avec les moins de 17 ans et cinq rencontres avec les moins de 19 ans. Convoqué avec les espoirs à partir de 2008, il prend régulièrement part à plusieurs campagnes de qualifications pour les Euro espoirs, notamment pour celle de 2013 durant laquelle il inscrit sept buts, dont trois lors du barrage face à la Tchéquie, permettant à la Russie de qualifier pour la competition,. Il dispute en tout trente-deux matchs avec les espoirs, inscrivant seize buts.
Il est convoqué pour la première fois avec la sélection par Fabio Capello en novembre 2012, faisant ses débuts peu de temps après lors d'un match amical contre les États-Unis le 14 novembre où il inscrit son premier but dès la neuvième minute alors que les deux équipes se neutralisent 2-2. Il joue son premier match officiel huit mois plus tard contre le Portugal dans le cadre des éliminatoires de la Coupe du monde 2014 le 7 juin 2013. Peu utilisé par la suite, il n'est pas sélectionné dans l'équipe prenant part à la phase finale de la compétition.
Retrouvant la sélection en septembre 2015, il participe par la suite à la fin des qualifications à l'Euro 2016, inscrivant un but contre le Liechtenstein. Il est cette fois sélectionné dans l'équipe russe pour le tournoi final, étant titularisé à chaque match mais n'inscrivant aucun but tandis que la Sbornaïa est éliminée dès le premier tour. Il est appelé l'année suivante dans le cadre de la Coupe des confédérations 2017, où la Russie participe en tant que nation hôte, et inscrit un but lors du premier match face à la Nouvelle-Zélande, lui permettant d'être nommé homme du match. Sa sélection est cependant battue deux fois par la suite par le Portugal et le Mexique et est à nouveau éliminée lors de la phase de groupes.
Sélectionné pour la Coupe du monde 2018 à domicile, Smolov participe à l'intégralité des matchs mais ne parvient pas à inscrire le moindre but. Il prend part aux deux séances de tirs au but des Russes, inscrivant son penalty face à l'Espagne en huitièmes de finale mais ratant celui face à la Croatie  durant le quart de finale, en faisant une panenka arrêtée par Danijel Subašić, contribuant à l'élimination de la Sbornaïa à l'issue de la séance, ce qui l'amène à être fortement critiqué,.

## Statistiques
| Saison                | Club                        | Championnat           | Championnat | Championnat | Coupe(s) nationale(s) | Coupe(s) nationale(s) | Supercoupe | Supercoupe | Compétition(s) continentale(s) | Compétition(s) continentale(s) | Compétition(s) continentale(s) | Total | Total |
| Saison                | Club                        | Division              | M.          | B.          | M.                    | B.                    | M.         | B.         | Comp.                          | M.                             | B.                             | M.    | B.    |
| 2007                  | Dynamo Moscou               | D1                    | 3           | 0           | -                     | -                     | -          | -          | -                              | -                              | -                              | 3     | 0     |
| 2008                  | Dynamo Moscou               | D1                    | 7           | 1           | 1                     | 0                     | -          | -          | -                              | -                              | -                              | 8     | 1     |
| 2009                  | Dynamo Moscou               | D1                    | 18          | 0           | 3                     | 1                     | -          | -          | C1+C3                          | 2                              | 0                              | 23    | 1     |
| 2010                  | Dynamo Moscou               | D1                    | 2           | 0           | -                     | -                     | -          | -          | -                              | -                              | -                              | 2     | 0     |
| 2011-2012             | Dynamo Moscou               | D1                    | 23          | 2           | 1                     | 0                     | -          | -          | -                              | -                              | -                              | 24    | 2     |
| 2013-2014             | Dynamo Moscou               | D1                    | 13          | 0           | 1                     | 0                     | -          | -          | -                              | -                              | -                              | 14    | 0     |
| 2014-2015             | Dynamo Moscou               | D1                    | 2           | 0           | -                     | -                     | -          | -          | C3                             | 1                              | 0                              | 3     | 0     |
| Sous-total            | Sous-total                  | Sous-total            | 68          | 3           | 6                     | 1                     | -          | -          | -                              | 3                              | 0                              | 77    | 4     |
| 2010-2011             | Feyenoord Rotterdam (prêt)  | D1                    | 11          | 1           | 1                     | 0                     | -          | -          | C3                             | 2                              | 0                              | 14    | 1     |
| 2012-2013             | Anji Makhatchkala (prêt)    | D1                    | 15          | 0           | 3                     | 0                     | -          | -          | C3                             | 8                              | 1                              | 26    | 1     |
| 2013-2014             | Anji Makhatchkala (prêt)    | D1                    | 11          | 2           | -                     | -                     | -          | -          | C3                             | 4                              | 0                              | 15    | 2     |
| 2014-2015             | Oural Iekaterinbourg (prêt) | D1                    | 22          | 8           | 1                     | 0                     | -          | -          | -                              | -                              | -                              | 23    | 8     |
| Sous-total            | Sous-total                  | Sous-total            | 59          | 11          | 5                     | 0                     | -          | -          | -                              | 14                             | 1                              | 78    | 12    |
| 2015-2016             | FK Krasnodar                | D1                    | 29          | 20          | 3                     | 1                     | -          | -          | C3                             | 12                             | 3                              | 44    | 24    |
| 2016-2017             | FK Krasnodar                | D1                    | 22          | 18          | 1                     | 1                     | -          | -          | C3                             | 8                              | 6                              | 31    | 25    |
| 2017-2018             | FK Krasnodar                | D1                    | 22          | 14          | -                     | -                     | -          | -          | C3                             | 2                              | 0                              | 24    | 14    |
| 2018-2019             | FK Krasnodar                | D1                    | 2           | 1           | -                     | -                     | -          | -          | -                              | -                              | -                              | 2     | 1     |
| Sous-total            | Sous-total                  | Sous-total            | 75          | 53          | 4                     | 2                     | -          | -          | -                              | 22                             | 9                              | 101   | 64    |
| 2018-2019             | Lokomotiv Moscou            | D1                    | 22          | 6           | 4                     | 1                     | -          | -          | C1                             | 3                              | 0                              | 29    | 7     |
| 2019-2020             | Lokomotiv Moscou            | D1                    | 14          | 3           | -                     | -                     | 1          | 1          | C1                             | 4                              | 0                              | 19    | 4     |
| 2020-2021             | Lokomotiv Moscou            | D1                    | 21          | 7           | 3                     | 4                     | 1          | 0          | C1                             | 3                              | 0                              | 28    | 11    |
| 2021-2022             | Lokomotiv Moscou            | D1                    | 15          | 7           | -                     | -                     | 1          | 0          | C3                             | 6                              | 0                              | 22    | 7     |
| Sous-total            | Sous-total                  | Sous-total            | 72          | 23          | 7                     | 5                     | 3          | 1          | -                              | 16                             | 0                              | 98    | 29    |
| 2019-2020             | Celta de Vigo (prêt)        | D1                    | 14          | 2           | -                     | -                     | -          | -          | -                              | -                              | -                              | 14    | 2     |
| 2021-2022             | Dynamo Moscou               | D1                    | 11          | 5           | 4                     | 2                     | -          | -          | -                              | -                              | -                              | 15    | 7     |
| 2022-2023             | Dynamo Moscou               | D1                    | 15          | 7           | 5                     | 2                     | -          | -          | -                              | -                              | -                              | 20    | 9     |
| Total sur la carrière | Total sur la carrière       | Total sur la carrière | 314         | 104         | 31                    | 12                    | 3          | 1          | -                              | 55                             | 10                             | 403   | 127   |

## Palmarès

### En club
|  |  | Dynamo Moscou - Coupe de Russie - Finaliste en 2012 et 2022. |  | Anji Makhatchkala - Coupe de Russie - Finaliste en 2013. |  | Lokomotiv Moscou - Coupe de Russie - Vainqueur : 2019 et 2021. - Supercoupe de Russie - Vainqueur en 2019. |

### Individuel
- Footballeur de l'année en Russie en 2016.
- Meilleur buteur du championnat russe en 2016 et 2017.
- Équipe type du championnat russe en 2016, 2017 et 2018.